# Al-ʿAsr
Al-Asr (arabisch العصر, DMG al-ʿaṣr ‚Der Nachmittag‘; ‚Die Zeit‘; ‚Das Zeitalter‘) ist die 103. Sure des Korans und mit nur drei Versen eine der kürzesten.
Ihr Name ist mehrdeutig: Er bezeichnet sowohl den Nachmittag, den Abend, als auch einen größeren Zeitabschnitt.
Die Koranexegese überliefert hierzu verschiedene Varianten.
Die Sure mahnt zur Rechtschaffenheit und zur Geduld.

## Übersetzung
Die Übersetzungen variieren zwischen „Beim Nachmittag“ (z. B. Paret, Rasul) und „Bei der Zeit“ (z. B. al-Azhar).

„Im Namen des barmherzigen und gnädigen Gottes.

1. Beim Nachmittag!

2. Der Mensch kommt (mit seinem gottlosen Handeln) bestimmt zu Schaden,

3. ausgenommen diejenigen, die glauben und tun, was recht ist, und die einander (als Vermächtnis) ans Herz legen, sich an die Wahrheit (oder: an das Recht?) zu halten und Geduld zu üben.“